# 척수염
척수염(脊髓炎, 영어: myelitis)은 척수의 염증을 동반하는 질병으로, 뇌와 사지를 잇는 중추 신경계 기능이 망가진다. 한국에서는 Tiger JK가 앓아 대중적으로 알려진 병이다.

## 증상 및 징후
증상은 질병이 일어난 중추 신경계 영역에 따라 다양하며, 열, 두통, 저림, 통증 혹은 무감각이 나타날 수 있고, 중추 혹은 말초 불완전마비 (paresis)와 방광 (urinary bladder) 조절 능력 상실이 나타나는 경우도 있다. 수막 (meninges)에 증상이 나타나기도 한다.

## 원인
- 전염성단핵구증 (Infectious mononucleosis)이 드물게 횡단척수염 (transverse myelitis)을 일으키기도 한다.[2]
- 폴리오바이러스 (poliovirus)는 소아마비 (poliomyelitis)를 일으키며, 백신이 일반화되기 전에는 소아 척수염의 흔한 원인이었다.
- 홍역 (Measles)으로 인한 횡단척수염이 보고된 바 있다.[3][4]
- 단순헤르페스바이러스 (herpes simplex virus), 엡스타인바바이러스 (Epstein-Barr virus), 거대세포바이러스 (cytomegalovirus), 마이코플라즈마 (mycoplasma) 등이 급성 파종성 뇌척수염 (disseminated encephalomyelitis)의 원인으로 거론되고 있다.[5]

## 종류
- 소아마비 (poliomyelitis)
- 파종성 뇌척수염 (disseminated encephalomyelitis)
- 횡단척수염 (transverse myelitis)

## 예후
적절한 치료를 하지 않을 경우 척수에 영구적인 손상을 입혀 신경 마비를 초래한다.